# Tysk mysticisme
Tysk mysticisme, også kaldet dominikansk mysticisme eller rhinlandsk mysticisme, var en senmiddelalderlig kristen mysticistisk bevægelse, som i særlig grad florerede inden for dominikanerordenen og i Tyskland. Bevægelsen kan spores tilbage til Hildegard af Bingen, men har ellers sine mest prominente repræsentanter i folk som Mester Eckehart, Johannes Tauler og Heinrich Seuse. Andre kendte tyske mysticister er Rulman Merswin og Margareta Ebner samt gruppen Guds Venner. 
Bevægelsen synes ofte at stå i stærk modsætning til skolastikkken, men forholdet mellem de to bevægelser er omdiskuteret. Hvis man opfatter den tyske mysticisme som en forløber for reformationen, bliver modsætningen tydelig. Et eksempel er brugen af folkesprog i kontrast til skolastikernes ufolkelige latin, det voksende fokus på lægmands rolle står i modsætning til den dybe sakramentale forståelse af kirken – begge elementer indgik senere i Martin Luthers tekster. Den tyske mysticisme kan på den anden side også ses som en praktisk udmøntning af skolastikken. Skønt Mester Eckehart er mest kendt for sine populære tysksprogede prædikener, skrev han også en lang filosofisk redegørelse for den samme lære på latin. Nogle forskere ser ham som en temmelig ortodoks thomist og ser hans mysticisme som en naturlig bevægelse fra etableret lærdom gennem Eckharts egne idiosynkrasier og overdrivelser.
Blandt bevægelsen er karakteristikker er:
- Fokus på lægmand såvel som på de gejstlige
- Vægt på instruktion og forkyndelse
- Nedtoning af askese
- Fokus på Det Nye Testamente frem for Det Gamle Testamente
- Fokus på Kristus frem for kirken
- Brug af folkesprog (tysk og hollandsk) frem for latin eller hebraisk

Nogle af bevægelsens medlemmer blev af den etablerede kirke beskyldt for heterodokse og kætterske synspunkter. 
Bevægelsen har haft betydning for den protestantiske reformation samt filosoffer som Arthur Schopenhauer og Ludwig Wittgenstein.